# روبرت أ. لونغ
روبرت أ. لونغ (بالإنجليزية: Robert A. Long)‏ هو شخصية أعمال أمريكي، ولد في 17 ديسمبر 1850 في شيلبيفيل في الولايات المتحدة، وتوفي في 15 مارس 1934.